# 南部省 (卢旺达)
南部省是卢旺达的五个省之一，首府恩延扎，该省由原吉孔戈罗省、吉塔拉马省和布塔雷省合并组成，在2006年1月成立。
南部省下设8县。
1. ↑  Area Calculation (see below)
2. ↑  Citypopulation.de Population of Southern Province